# Xã Perry, Quận Snyder, Pennsylvania
Xã Perry (tiếng Anh: Perry Township) là một xã thuộc quận Snyder, tiểu bang Pennsylvania, Hoa Kỳ. Năm 2010, dân số của xã này là 2.183 người.